# لاجوس بيرتوس
لاجوس بيرتوس (بالمجرية: Bertus Lajos) هو لاعب كرة قدم مجري في مركز الوسط، ولد في 26 سبتمبر 1990 في كيكسكيميت في المجر. شارك مع منتخب المجر تحت 21 سنة لكرة القدم. أما مع النوادي، فقد لعب مع بوشكاش أكاديميا ونادي باكسي ونادي كيكسكيميت.

## وصلات خارجية
- لاجوس بيرتوس على موقع اتحاد المجر (الهنغارية)
- لاجوس بيرتوس على موقع قاعدة بيانات كرة القدم.إي يو (الإنجليزية)
- لاجوس بيرتوس على موقع Soccerway.com (الإنجليزية)
- لاجوس بيرتوس على موقع عالم كرة القدم.نت (الإنجليزية)

{{شريط تصفح تشكيلة فريق كرة قدم
|الاسم=
|اسم الفريق= نادي ديوسجوري
|القائمة=
- 1 Bánhegyi
- 3 Csaba Szatmári (footballer, born 1994) [الإنجليزية]‏
- 5 Ákos Kecskés [الإنجليزية]‏
- 4 لوند
- 6 Bence Bárdos [الإنجليزية]‏
- 7 أكولتاس
- 8 شابونييتش
- 9 Máté Sajbán [الإنجليزية]‏
- 10 Jurek
- 11 غيرا
- 15 Siniša Saničanin [الإنجليزية]‏
- 16 Komlósi
- 20 Ágoston Bényei [الإنجليزية]‏
- 21 Babós
- 22 Szilárd Bokros [الإنجليزية]‏
- 24 Ante Roguljić [الإنجليزية]‏
- 25 Gergő Holdampf [الإنجليزية]‏ ()

{{لاعب تشكيلة فريق كرة قدم|الرقم=29|الاسم=Bacsa
- 30 Karlo Sentić [الإنجليزية]‏
- 31 Megyeri
- 44 ايسيتي
- 47 Márk Mucsányi [الإنجليزية]‏
- 50 فاليجو
- 70 Demeter
- 74 Babos
- 75 Lipóczi
- 85 Szakos
- 88 Mi. Mucsányi
- 93 Márk Tamás [الإنجليزية]‏
- 94 Rudi Požeg Vancaš [الإنجليزية]‏
- مدرب: Vladimir Radenković [الإنجليزية]‏